# 1996年アトランタオリンピックのインドネシア選手団
1996年アトランタオリンピックのインドネシア選手団（1996ねんアトランタオリンピックのインドネシアせんしゅだん）は、1996年7月19日から8月4日にかけてアメリカ合衆国のジョージア州アトランタで開催された1996年アトランタオリンピックのインドネシア選手団、およびその競技結果。

## 概要
今大会は金メダル1個、銀メダル1個、銅メダル2個の合計4個のメダルを獲得した。

## メダル
| メダル | 選手名                                    | 競技         | 種目           |
| ------ | ----------------------------------------- | ------------ | -------------- |
| 金     | レキシー・マイナキー リッキー・スバグジャ | バドミントン | 男子ダブルス   |
| 銀     | ミア・アウディナ                          | バドミントン | 女子シングルス |
| 銅     | スシ・サンティ                            | バドミントン | 女子シングルス |
| 銅     | デニー・カントノ アントニウス・イリアン   | バドミントン | 男子ダブルス   |